# 克拉克特拉克冰川
克拉克特拉克冰川（英語：Cracktrack Glacier），是南極洲的冰川，位於維多利亞地的博克格雷溫克海岸，流經霍姆蘭山脈中部，最終注入塔克冰川，現時由南極條約體系管理。